# Giglio Castello
Giglio Castello is een plaats (frazione) in de Italiaanse gemeente Isola del Giglio.